# Moe Sbihi
Mohamed Karim "Moe" Sbihi (MBE) (født 27. marts 1988 i London, England) er en engelsk roer, olympisk guldvinder og tredobbelt verdensmester.

## Karriere
Sbihi vandt en bronzemedalje ved OL 2012 i London, som del af den britiske otter. Fire år senere, ved OL 2016 i Rio de Janeiro, vandt han sin anden medalje, denne gang en guldmedalje i disciplinen firer uden styrmand sammen med Alex Gregory, George Nash og Constantine Louloudis.
Sbihi har desuden vundet tre VM-guldmedaljer gennem karrieren, en i firer uden styrmand (2014) og to i otter (2013 og 2015). Det er desuden blevet til to EM-guldmedaljer, begge i firer uden styrmand, i henholdsvis 2014 og 2016.

## Resultater

### OL-medaljer
- 2012:  Bronze i otter
- 2016:  Guld i firer uden styrmand
- 2020:  Bronze i Otter med styrmand

### VM-medaljer
- VM i roning 2013:  Guld i otter
- VM i roning 2014:  Guld i firer uden styrmand
- VM i roning 2015:  Guld i otter
- VM i roning 2010:  Sølv i otter
- VM i roning 2011:  Sølv i otter
- VM i roning 2017:  Bronze i firer uden styrmand
- VM i roning 2018:  Bronze i otter
- VM i roning 2019:  Bronze i otter

### EM-medaljer
- EM i roning 2014:  Guld i firer uden styrmand
- EM i roning 2016:  Guld i firer uden styrmand
- EM i roning 2015:  Sølv i otter
- EM i roning 2019:  Sølv i otter